# Joan Hackett
Joan Ann Hackett, född 1 mars 1934 i East Harlem, New York, död 8 oktober 1983 i Encino, Los Angeles, var en amerikansk skådespelerska.

## Utmärkelser
Hackett vann en Golden Globe Award för bästa kvinnliga biroll för Bara när jag skrattar 1982. Hon nominerades även till en Oscar för bästa kvinnliga biroll för samma film.

## Roller i urval
- 1961 – Alfred Hitchcock presenterar (TV-serie)
- 1962 – Krutrök (TV-serie)
- 1966 – Gänget
- 1968 – Will Penny
- 1969 – Akta're för sheriffen
- 1971 – Alias Smith & Jones (TV-serie)
- 1973 – Döden går ombord
- 1974 – Dödlig impuls
- 1976 – Matecumbes skatt
- 1979 – Kärlek ombord (TV-serie)
- 1980 – One-Trick Pony
- 1981 – Bara när jag skrattar